# 67
67 (LXVII) var ett normalår som började en torsdag i den julianska kalendern.

## Händelser

### Okänt datum
- Guvernören Vindex gör uppror, vilket är det första i ett antal uppror, som leder till Neros fall.
- Vespasianus kommer till Judeen för att kväsa det judiska upproret.
- Nero reser till Grekland där han deltar i olympiska spelen och andra festligheter.
- Sardinien blir en romersk provins.
- Då Nero är avundsjuk på Corbulos framgångar i Armenien beordrar han, att denne skall dödas, varvid Corbulo bokstavligen "faller på sitt svärd".
- Historikern Flavius Josefus, rebelledare i Galileen, tillfångas av romarna under Vespasianus.
- Sedan Petrus har blivit avrättad väljs Linus till påve (detta år eller 64).

## Avlidna
- Petrus, en av Jesu lärjungar, kristen martyr, påve sedan omkring 30 eller 33 (död detta år eller 64; avrättad genom korsfästning upp och ner)
- Gnaeus Domitius Corbulo, romersk general (självmord påtvingat av Nero)
- Cestius Gallus, romersk konsul och legat av Syrien
- Paulus, en av Jesu lärjungar (avrättad)